# Chang Chiung-Fang
Chang Chiung-Fang (9 de julio de 1985) es una deportista taiwanesa que compitió en taekwondo. Ganó una medalla de bronce en los Juegos Asiáticos de 2010 en la categoría de –62 kg.

## Palmarés internacional
| Representando a China Taipéi |                |                   |           |
| Juegos Asiáticos             |                |                   |           |
| Año                          | Lugar          | Medalla           | Categoría |
| 2010                         | Cantón (China) | Medalla de bronce | –62 kg    |